# Bishop
Bishop là tên một loại pháo tự hành được thiết kế dựa trên khung tăng Valentine.Bishop được trang bị lựu pháo 25 Pounder, nhưng vì chi phí sản xuất quá đắt nên Bishop được sản xuất một số lượng không nhiều và nhanh chóng bị thay thế bởi các mẫu thiết kế tốt hơn.

## Thiết kế và phát triển
Vì mặt trận Bắc Phi yêu cầu binh lực huy động nhanh và phải tác chiến trong điều kiện môi trường khắc nghiệt nên bộ quốc phòng Anh đã yêu cầu thiết kế một mẫu pháo tự hành lắp pháo 25 pounder.Vào tháng 6/1941, việc phát triển được giao cho công ty Birmingham Railway Carriage and Wagon Company.Một mẫu thử nghiệm đầu tiên được hoàn thành vào tháng 8 và bộ quốc phòng Anh đã đặt hàng 100 chiếc vào tháng 11/1941. Khẩu pháo tự hành này có tên kĩ thuật đầy đủ là Ordnance QF 25-pdr(gắn trên Valentine 25-pdr Mk 1) hoặc Bishop.
Bishop được thiết kế dựa trên khung tăng Valentine II, phần tháp pháo được thay thế bằng một cấu trúc có hình vuông với cửa thoát hiểm rộng ở sau. Bên trong cấu trúc thân, một khẩu pháo 25 pounder được lắp vào.Khẩu pháo có thể nâng hết cỡ được 15 độ(với tầm bắn khoảng 6400 yard), độ hạ tối đa là 5 độ và quay tối đa được 8 độ.Khẩu súng máy hạng nhẹ Bren được lắp chung với pháo chính.Vào tháng 7/1942, 80 chiếc Bishop đã được xuất xưởng, thêm 20 chiếc nữa được sản xuất nhằm đạt đến con số ban đầu là 200 chiếc.Nhưng quy trình sản xuất đã bị bỏ dở nửa chừng để thay thế bằng PTH M7 105 mm SP.

## Lịch sử hoạt động

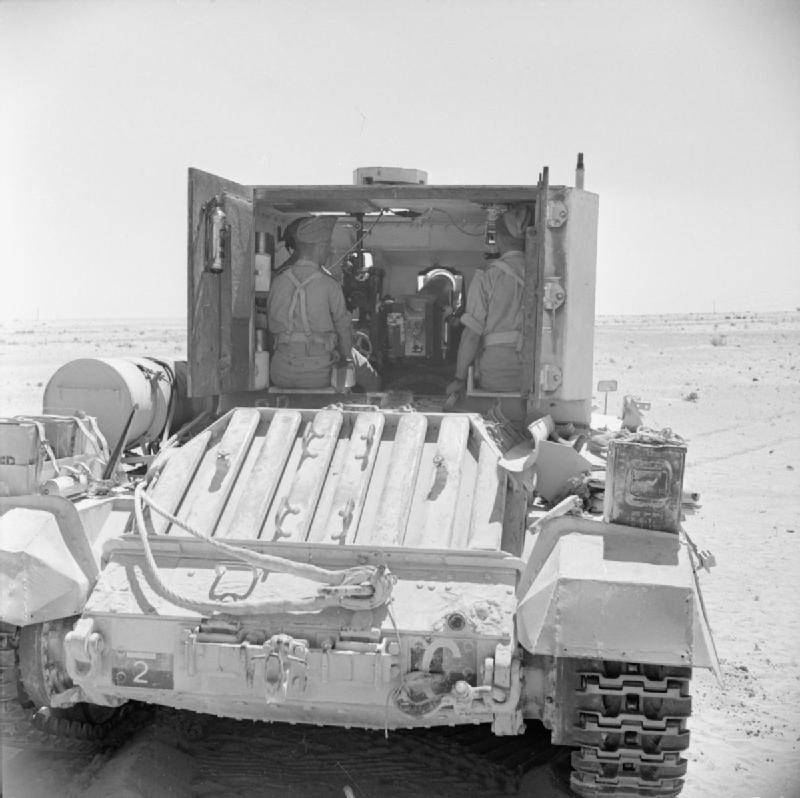
Bishop tại Bắc Phi, 25/9/1942.Cảnh nhìn từ đằng sau khi mở cửa tháp pháo

Bishop được thấy lần đầu tại chiến dịch El Alamein lần thứ 2 tại Bắc Phi và còn tiếp tục hoạt động đến tận chiến dịch giải phóng Ý.Vì tốc độ di chuyển và tác chiến khá chậm nên Bishop thường khó đến được các vị trí bắn phá mà phải hoạt động lẻ tẻ.Nhằm cải thiện độ thiếu cân bằng khi nâng pháo, kíp chiến đấu Bishop đã thêm nhiều cầu nâng lớn hơn-nhằm làm cho Bishop khỏi bị nghiêng sang một bên nào đó khiến cho tầm bắn của pháo bị mất hiệu quả.
Về sau, Bishop bị thay thế bởi M7 Priest (105 mm) và Sexton (25-pounder), số Bishop còn lại được dùng để hỗ trợ bộ binh với vai trò như lựu pháo.